# Michalis Chatzigiannis
Michalis Chatzigiannis (Grieks: Μιχάλης Χατζηγιάννης) (Nicosia, 5 november 1978) is een Cypriotisch zanger.

## Biografie
Chatzigiannis raakte bekend bij het Cypriotische publiek door zijn deelname aan de Cypriotische nationale preselectie voor het Eurovisiesongfestival 1995. Hij nam met twee nummers deel: To gramma kaapte de zilveren medaille weg, Filise me eindigde als derde. Het was de start van een bloeiende carrière. Zijn eerste drie albums werden allen platinum in eigen land. Ook in Griekenland groeide zijn populariteit gestaag. In 1998 waagde hij opnieuw zijn kans in de nationale finale, die hij uiteindelijk afgetekend won. Met het nummer Genesis mocht hij naar het Britse Birmingham, alwaar hij op de elfde plek eindigde.